# Richard Sears

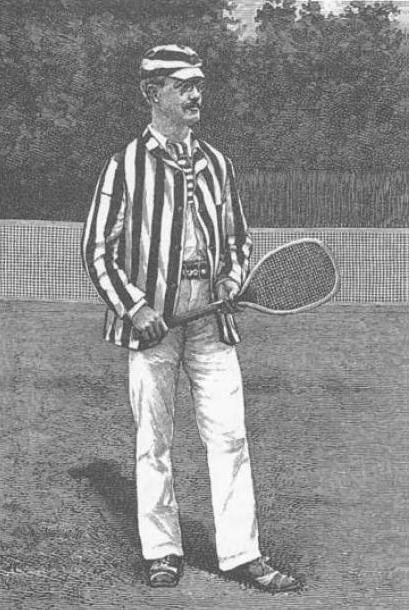
Sears (vor 1888)

Richard Dudley „Dick“ Sears (* 16. Oktober 1861 in Boston, Massachusetts; † 8. April 1943 ebenda) war ein US-amerikanischer Tennisspieler und 1881 erster Sieger der amerikanischen Meisterschaften (heute US Open).

## Karriere
Sears studierte Rechtswissenschaft an der renommierten Harvard University. 1881 war er der erste Sieger der amerikanischen Tennismeisterschaften. Er gewann das Herreneinzel anschließend bis 1887 sieben Mal in Folge, ein Rekord, der bis heute ungebrochen ist. Von 1887 bis 1888 war er Präsident des amerikanischen Tennisverbands USTA.
Sein älterer Bruder Fred spielte wahrscheinlich zusammen mit seinem Cousin James Dwight im August 1874 das erste moderne Tennis auf amerikanischem Boden.
1955 erfolgte die Aufnahme in die International Tennis Hall of Fame.